# スフィアクラブ
『スフィアクラブ』は、日本テレビで2011年7月16日から同年12月17日まで土曜 25:50 - 26:05（2011年10月1日からは25:55 - 26:10）に放送されたバラエティ番組。15分枠で放送回数は22回。また2011年10月より、広島テレビを除く他の日本テレビ系列基幹局でも遅れネットが開始された。

## 概要
声優ユニットの『スフィア』にとって初のレギュラーテレビ番組にして冠番組。
「アニメパート」、「ドラマパート」、「ライブパート」の3部構成による多角的バラエティー。アニメパートでは生徒会メンバー、ドラマパートではアニメパートの中で登場した部活の部員となって話が進行し、番組後半のライブパートで1曲歌った。
放送と平行して日刊スポーツにて連載記事が掲載されていた。

## 出演者など
- スフィア（名前の後のカッコ内の名称は番組内で呼び合っているニックネーム）。ドラマパート（ボケ・ツッコミがある場合）の立ち位置を掲載。なお、アニメパートでの立ち位置は、番組内パートの「アニメパート」を参照。
  - 寿美菜子（コットン） - ボケ（細分化される場合はフリ）担当。アニメパートではツッコミだが、ドラマパートではボケに回る。唯一パートごとに変わる。ぶりっこ部では部長を務める。
  - 高垣彩陽（ひーちゃん） - ボケ（細分化される場合は大ボケ）担当。大体の部の部長を務める。
  - 戸松遥（お松） - ツッコミ担当。唯一両パートのツッコミを担当する。ツッコミの時のキャラクターは、新入部員又は部外者の相談する側でツッコむ。ただし、アニメパートの『子供っぽい喋り方』ではなく、アニメパートのコットンのような『大人びた喋り方』でツッコミを入れる。
  - 豊崎愛生（あっきー） - ボケ（細分化される場合は小ボケ）担当。ひーちゃんほど多くはないが、部長を務めることも多い。

## 番組内パート

### アニメパート
スフィア4人がとある学校の生徒会役員になり、予算配分や雑談をしながら、ドラマパートの部活の紹介をする。
ひーちゃん（高垣彩陽）
右から2番目に座っている生徒会長。髪は茶色のポニーテール。携帯の色はピンク。あまり真面目な性格では無く、新しい校則を作って学園の歴史に名を残したがっている。幼い頃からストレスが溜まると太極拳を始めるらしく、その際は決断にキレが出る。なぜか疑心暗鬼が強いので出前が苦手。
コットン（寿美菜子）
左から2番目に座る。髪は黒の（正確にはやや緑がかった）ストレート。携帯の色は白。真面目な性格で4人の中で一番落ち着いており、喋りもやや大人びている。ツッコミ担当。絵描き歌部に友達がいる。
お松（戸松遥）
一番左側に座る。髪は濃いオレンジのウェーブ。携帯の色は薄い青。やや子供っぽい喋り方をする。ツッコミ担当でコットンと一緒に呆れる立場。綺麗好きで汚い部屋が大嫌い。
あっきー（豊崎愛生）
一番右側に座る。髪は薄いオレンジのセミロング。4人の中で唯一スマートフォンを持つ。お菓子が好き。たまにツッコむが、基本的にはボケ担当。生徒会長に乗って一緒に太極拳を始めたりもする。掃除が苦手で、生徒会室で涎垂らして寝ている事も。

### ドラマパート
アニメパートで紹介された部活動を、スフィア4人が実演する。
- 第1回：新レスリング部vs扇風機
- 第2回：靴下部
- 第3回：ぶりっこ部 海デート編
- 第4回：催眠術部
- 第5回：妥協部
- 第6回：メガネ部 PART1
- 第7回：新レスリング部vs座椅子
- 第8回：絵描き歌部
- 第9回：うっかり部
- 第10回：ぶりっこ部 修学旅行編
- 第11回：愚痴部
- 第12回：運動会部
- 第13回：続・絵描き歌部
- 第14回：ぶりっこ部 ハイキング編
- 第15回：メガネ部 PART2
- 第16回：怖い話部
- 第17回：ゲーム開発部
- 第18回：褒め褒め部
- 第19回：新レスリング部vsこたつ
- 第20回：ぶりっこ部 スキー場編
- 第21回：聞き間違い部
- 第22回：新レスリング部vs冷蔵庫

### ライブパート
4人が毎回異なる衣装で、ライブ形式で1曲歌う。
- 第1回：Future Stream
- 第2回：Hazy
- 第3回：風をあつめて
- 第4回：PRINCESS CODE
- 第5回：MOON SIGNAL
- 第6回：手のひらに夢
- 第7回：A.T.M.O.S.P.H.E.R.E
- 第8回：Super Noisy Nova
- 第9回：クライマックスホイッスル
- 第10回：キミが太陽
- 第11回：らくがきDictionary
- 第12回：LET・ME・DO!!
- 第13回：Congratulations!!
- 第14回：かってな成長期
- 第15回：Spring is here
- 第16回：Dangerous girls
- 第17回：夢奏レコード
- 第18回：Brave my heart
- 第19回：Now loading...SKY!!
- 第20回：Treasures!!
- 第21回：Joyful×Joyful
- 第22回：サヨナラSEE YOU

## スタッフ
- 脚本・演出：福田雄一

シチュエーションコメディー
- TD：岡本隆嗣
- カメラ：西村敏彦
- LD：白倉孝雄
- 音声：吉田勉
- デザイナー：金子幸雄
- 装飾：岩間洋
- 演出補：久保田博紀
- スタイリスト：松本紗矢子
- メイク：清水惇子
- 編集：栗谷川純
- 本編集：照屋拓己
- MA：田辺邦明
- スクリプター：柴山あすか
- タイトル・CG：本田貴雄
- スチール：星野麻美
- 技術プロデューサー：木村祐一郎
- ラインプロデューサー：須永裕之
- アシスタントプロデューサー：加藤智子

アニメーション
- イラスト・アニメーション：シャシャミン
- アニメーター：佐貫直哉
- プロデューサー：藤井進午
- 制作進行：上野勇

ライブ
- ディレクター：内田貴広
- TD：加藤拓
- カメラ：小笠原正明
- 照明：松本修一
- 美術デザイナー：藤井豊
- メイク：水谷さやか、大橋美沙子
- スタイリスト：國本幸江
- 振付師：石川ゆみ
- プロデューサー：脇山広和
- アシスタントプロデューサー：中村崇

全編
- TM：江村多加司
- TK：長坂真由美
- 宣伝：松榮大
- デスク：本郷直
- 編成企画：植野浩之
- 編成：穂積武信
- スフィアクラブ製作委員会：小野利恵子、小林将高、伊能健人、茶ノ前香、月成大地、新井寛太朗、白石俊博、長﨑淳子、阿曽幸久
- 協力：アップサイド、TMCスタジオ、ザ・ホライズン、ビデオスタッフ、京映アーツ、東通、ティ・エル・シー他
- プロデューサー：中村博行、森谷雄、高橋雄三
- チーフプロデューサー：松崎聡男
- 企画協力・制作協力：アットムービー
- 企画・制作：日本テレビ
- 製作著作：スフィアクラブ製作委員会（D.N.ドリームパートナーズ、バップ、フォアキャスト・コミュニケーションズ）

## 主題歌
オープニングテーマ「LET・ME・DO!!」
作詞 - こだまさおり / 作曲 - オオヤギヒロオ / 編曲 - 渡辺和紀 / 歌 - スフィア

## 放送局
| 放送地域   | 放送局              | 放送期間                  | 放送日時           | 備考                           |
| ---------- | ------------------- | ------------------------- | ------------------ | ------------------------------ |
| 関東広域圏 | 日本テレビ（NTV）   | 2011年7月16日 - 9月24日   | 土曜 25:50 - 26:05 | 制作局                         |
| 関東広域圏 | 日本テレビ（NTV）   | 2011年10月1日 - 12月17日  | 土曜 25:55 - 26:10 | 制作局                         |
| 近畿広域圏 | 読売テレビ（ytv）   | 2011年10月10日 - 12月19日 | 月曜 26:44 - 27:14 | 『MONDAY PARK』内で2話ずつ放送 |
| 福岡県     | 福岡放送（FBS）     | 2011年10月13日 - 12月22日 | 木曜 25:48 - 26:18 | 2話ずつ放送                    |
| 北海道     | 札幌テレビ（STV）   | 2011年10月13日 - 12月22日 | 木曜 25:57 - 26:27 | 2話ずつ放送                    |
| 中京広域圏 | 中京テレビ（CTV）   | 2011年10月14日 - 12月23日 | 金曜 25:59 - 26:29 | 2話ずつ放送                    |
| 宮城県     | ミヤギテレビ（MMT） | 2011年10月18日 - 12月27日 | 火曜 25:34 - 26:04 | 2話ずつ放送                    |

## 映像ソフト
バップからBD・DVDが2011年12月より4か月連続で発売された。全4巻。各巻に5 - 6話収録。